# Léonie Mols

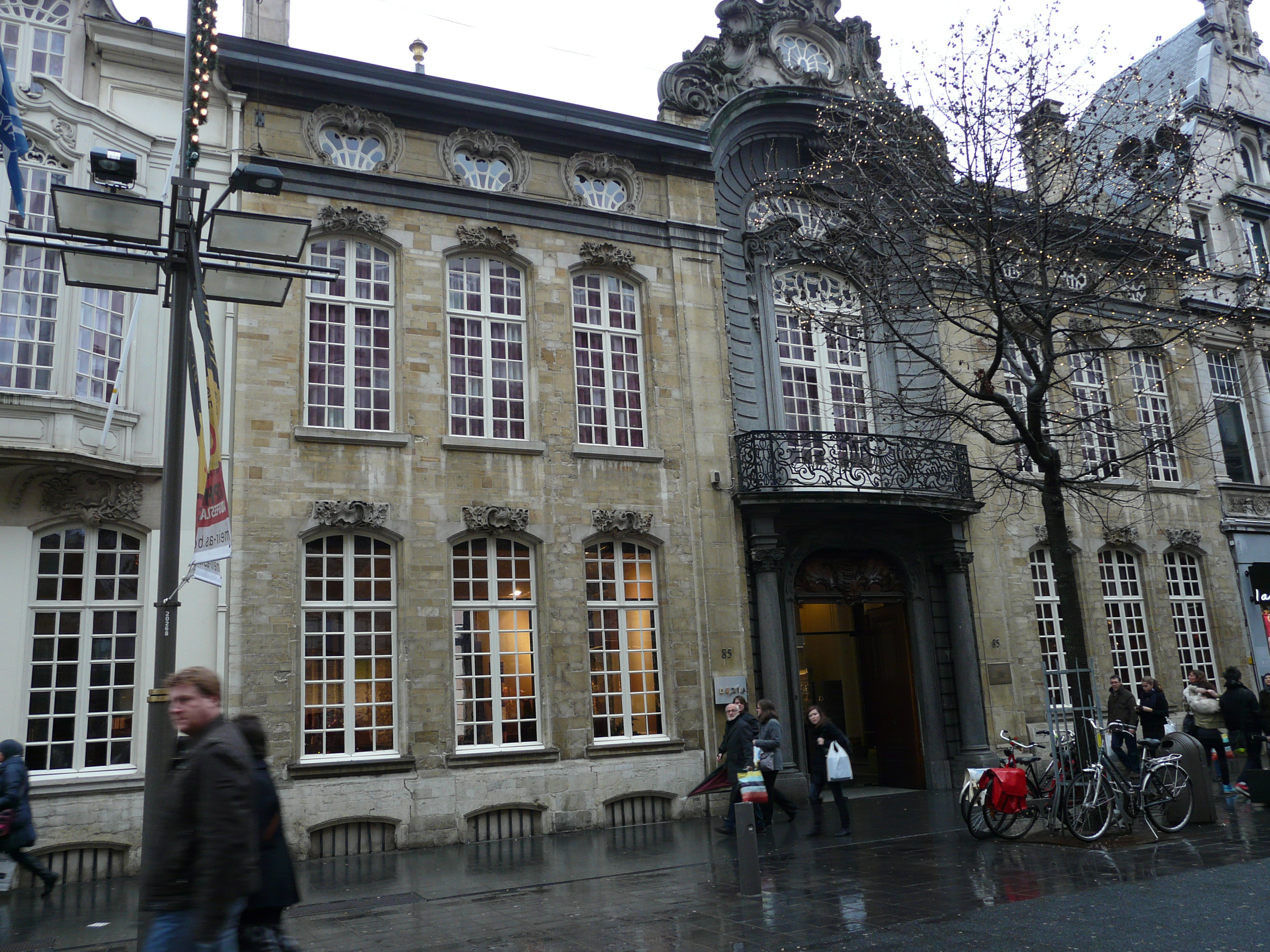
Het Osterriethhuis op de Meir, Antwerpen. Hier woonde de familie Osterrieth-Mols en hun 4 kinderen.

Leonia Maria (Léonie) Mols (Antwerpen, 2 februari 1843 - Antwerpen, 22 februari 1918), echtgenote van Jacques Ernest Osterrieth, was een kunstverzamelaar en mecenas.

## Levensloop
Mols was het oudste kind van kunstschilder Florent Mols en Elise-Hubertine Brialmont. Zij huwde in 1867 met de Duitse handelaar Jacques Ernest Osterrieth (1826-1893). Osterrieth was al tweemaal weduwnaar geworden. Het huwelijk met Mols was zijn derde huwelijk. Hij dreef handel in wol, huiden en leer, wat hij vooral uit Argentinië naar Antwerpen liet invoeren. Kort na hun huwelijk trekt het echtpaar in in het Hotel van Susteren-du Bois, een stadshotel op de Meir recht tegenover het koninklijk paleis. Beide gebouwen zijn van de 18e eeuw en gebouwd door Jan Pieter van Baurscheidt de Jonge. 
Vanaf 1879 was Osterrieth ook actief in de eerste telefonie in Antwerpen, namelijk in de onderneming met de naam The Antwerp International Bell Telephone Company. Het echtpaar had 4 kinderen. In 1889 verwierf het echtpaar het landgoed Voshol in Brasschaat.
Mols ontpopte zich tot een mecenas. Zij maakte van hun grote stadswoning een centrum voor musici en ontdekkingsreizigers. Zij steunde hen actief door avonden te organiseren in hun salons, met muziek en voordrachten. Zo nodigde zij Charles Gounod, Camille Saint-Saëns en Jules Massenet uit. De ontdekkingsreizigers die in de salons van Mols lezingen hebben gegeven, zijn onder meer Henry Stanley (reis in Congo), Roald Amundsen (reis naar de Zuidpool) en Adrien de Gerlache (ook Zuidpool). Mols was een kunstverzamelaar; zo kocht zij onder meer schilderijen op van haar broer, Robert Mols. De kunstwerken verfraaiden het stadshotel.
Zij was de stichter van het Joostensgesticht voor tuberculose in Zoersel. 
Binnen de Duitse gemeenschap in Antwerpen was zij bekend om haar liefdadigheid. De Duitse Antwerpenaren werden regelmatig uitgenodigd bij echtpaar Osterrieth-Mols voor concerten en lezingen. 
Haar man stierf in 1893 op het landgoed in Brasschaat. Nadien voerde weduwe Mols verbouwingen uit in het hotel van Susteren-du Bois (1894 en 1899). Het gebouw op de Meir werd belangrijk verfraaid met neo-rococo elementen en een kamer met Delftse tegels. Mols overleed in 1918. Het stadshotel droeg ondertussen de naam Osterriethhuis. Het echtpaar ligt begraven op het kerkhof Schoonselhof in Antwerpen.